# Jarotta György Ignác
Jarotta György Ignác (Székesfehérvár, 1790. május 6. – Pannonhalma, 1837. május 30.) teológiai doktor, Szent Benedek-rendi áldozópap és tanár.

## Élete
1806. október 29-én lépett a rendbe; 1812-14-ig tanár volt a pozsonyi gimnáziumban, 1814-16-ban teológiát tanult Bécsben. 1816. október 20-án miséspappá szentelték föl. 1816-20-ban Pannonhalmán teológiai tanár, 1820-21-ben a nyalkai plébánia adminisztrátora, 1821-22-ben Füreden ugyanaz, 1822-28-ban ismét teológiai tanár Pannonhalmán, 1828-32-ben a deáki plébánia adminisztrátora, 1832-től a bibliai magyarázatot és a zsidó nyelvet adta elő Pannonhalmán.
Kézirati munkái: Theologia pastoralis, 4rét, Manuscripta biblica, 4rét, 910 lap (mind a kettő a pannonhalmi könyvtárban).